# Lankhor
Lankhor était une société française de développement et d'édition de jeu vidéo, créée en 1987 de la fusion de deux sociétés : Béatrice & Jean-Luc Langlois et Kyilkhor Création.
Le tournant des années 1980-90 constitue une période de forte créativité et d'innovation avec des hits couronnés de Tilt d'Or Canal Plus tels que Le Manoir de Mortevielle et Maupiti Island (jeux d'aventure avec synthèse vocale) et Vroom.
À partir de 1994, la société abandonne ses activités d'édition pour se consacrer uniquement au développement.
Début 1996, Daniel Macré (le créateur de Vroom) ayant rejoint Jean-Luc Langlois à la direction de la société, elle signe un contrat de développement pour des jeux de Formule 1 sous licence FIA avec l'éditeur britannique Eidos Interactive.
À partir de 2000, Lankhor développe pour l'éditeur français Microïds.
À la suite de difficultés financières et de l'annulation début 2001 d'un important contrat avec l'éditeur japonais Video System, la société Lankhor doit fermer ses portes fin 2001.

## Structure juridique
Lankhor est le nom d'une société à responsabilité mais aussi celui d'un groupement d'intérêt économique.

## Liste de jeux
- 1987 - Wanderer
- 1987 - Le Manoir de Mortevielle
- 1988 - Elemental
- 1988 - Troubadours
- 1988 - G.Nius
- 1988 - Killdozers
- 1989 - NO - Never Outside!
- 1990 - Maupiti Island
- 1990 - Raiders
- 1990 - Saga
- 1990 - Sdaw
- 1990 - La Secte noire
- 1991 - Alive
- 1991 - Burglar
- 1991 - Fugitif
- 1991 - Infernal House
- 1991 - La Crypte des Maudits
- 1991 - La Malédication
- 1991 - Le Trésor d'Ali Gator
- 1991 - Mokowe
- 1991 - Outzone
- 1991 - Vroom
- 1992 - Silva
- 1992 - Survivre
- 1992 - Vroom Data Disk
- 1993 - Black Sect
- 1993 - Vroom Multiplayer
- 1993 - F1, édité par Domark
- 1995 - Kawasaki Superbike Challenge édité par Domark et Time Warner Interactive
- 1999 - Official Formula 1 Racing, édité par Eidos Interactive
- 2000 - F1 World Grand Prix, édité par Eidos Interactive
- 2000 - Warm Up!, édité par Microïds
- 2002 - Ski Park Manager, édité par Microïds